# Сигур, Нико
Ни́ко Кри́стиан Си́гур (хорв. Niko Kristian Sigur; род. 9 сентября 2003, Бернаби, Британская Колумбия) — хорватский и канадский футболист, полузащитник клуба «Хайдук» и сборной Канады.

## Клубная карьера
Сигур — воспитанник клубов канадского «Ванкувер Уайткэпс», «Вон Аззурри», словенского «Радомлье» и сплитского «Хайдука». 22 апреля 2023 года в матче против «Вараждина» он дебютировал в чемпионате Хорватии. 